# 貧民窟

1989年的香港九龍寨城

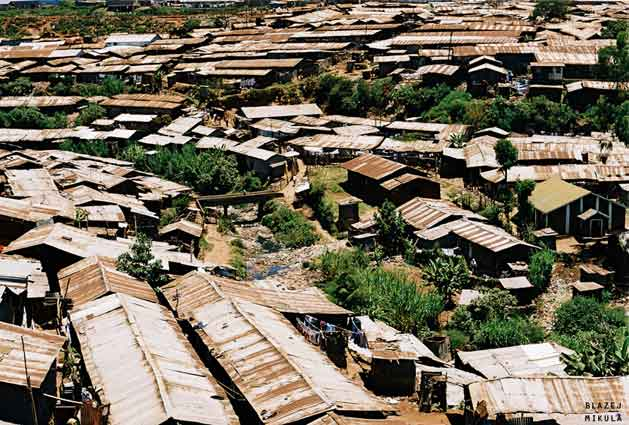
肯亞的贫民窟

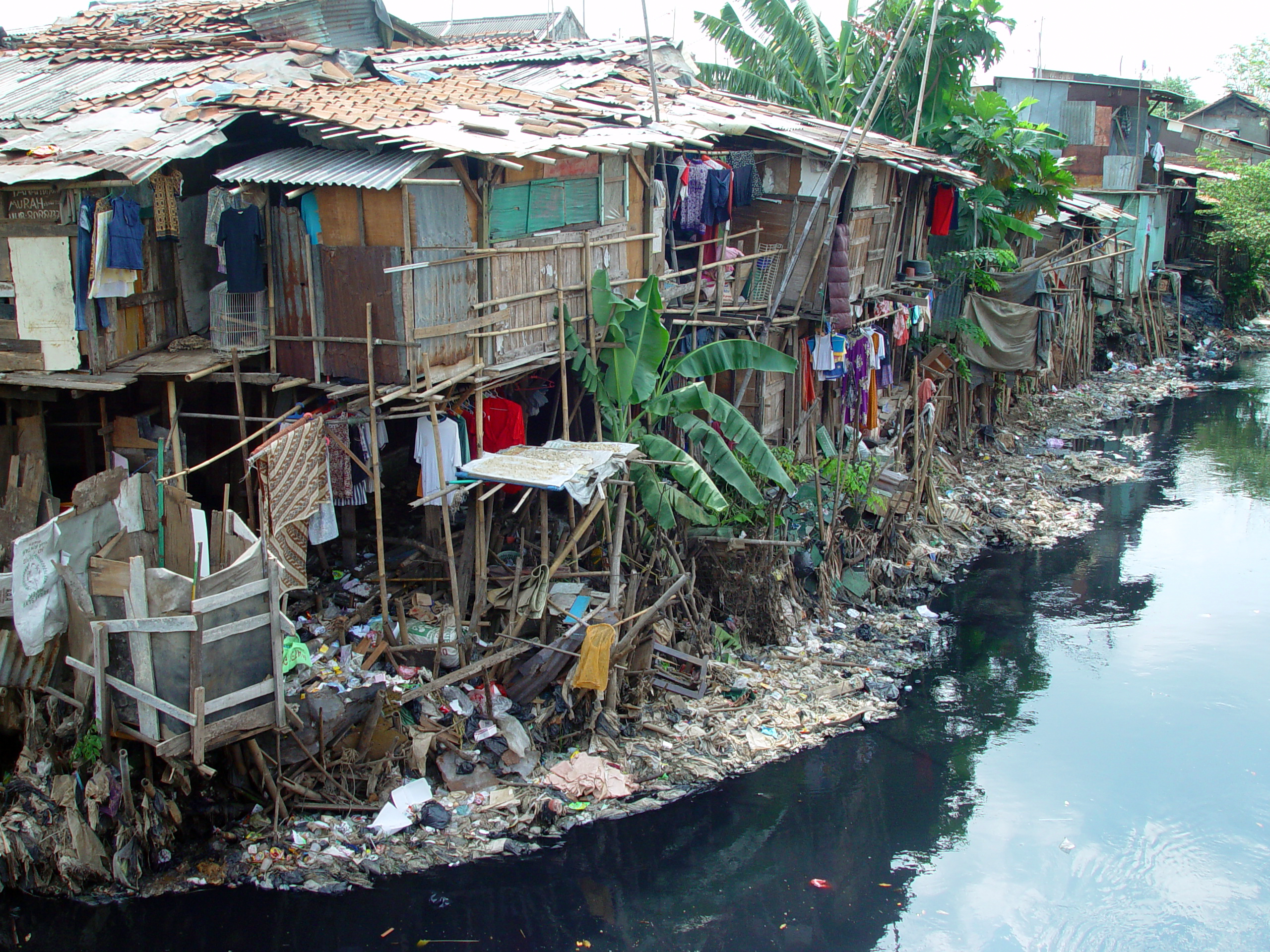
雅加达的贫民窟

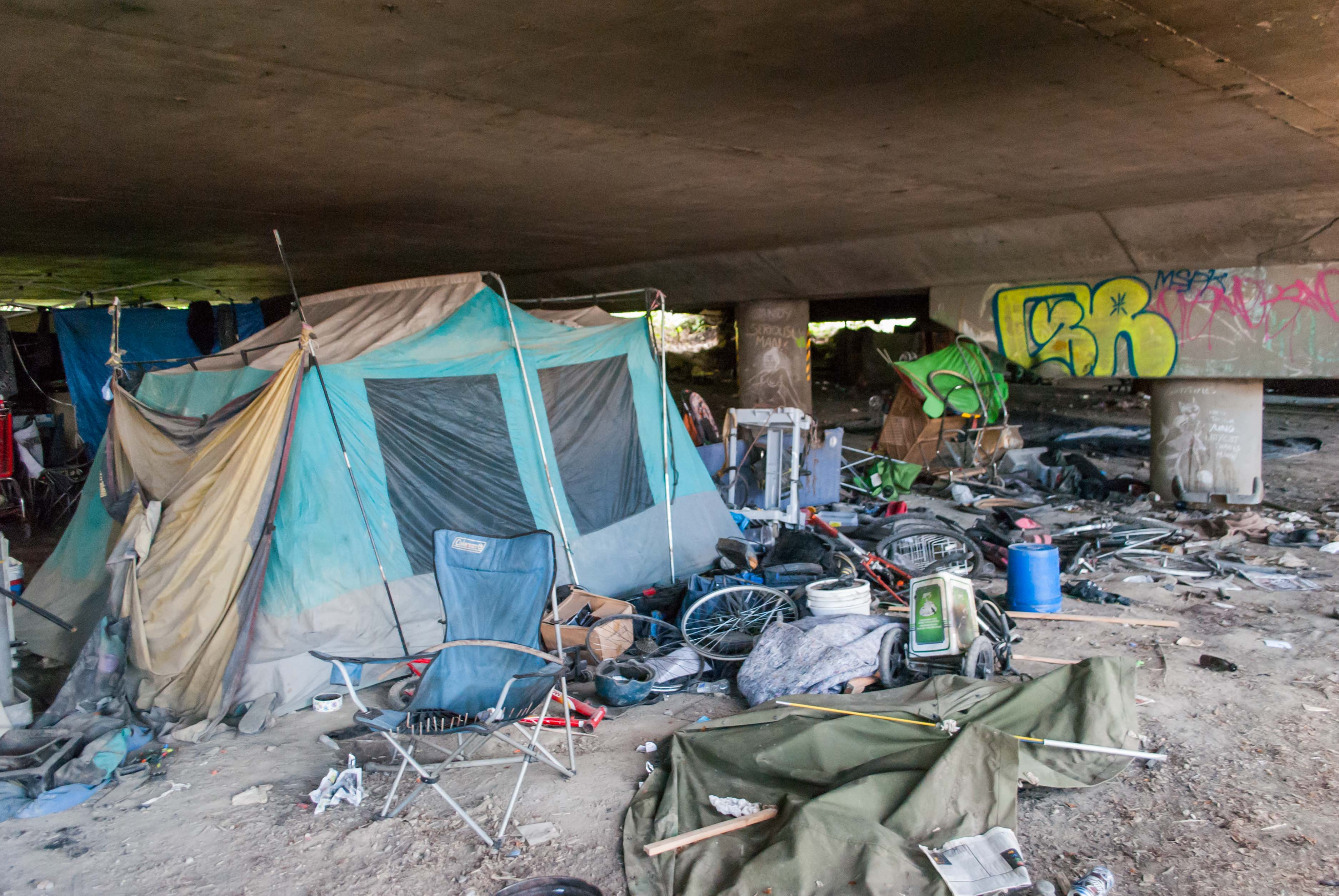
美國西雅圖的一個貧民窟（tent city）。

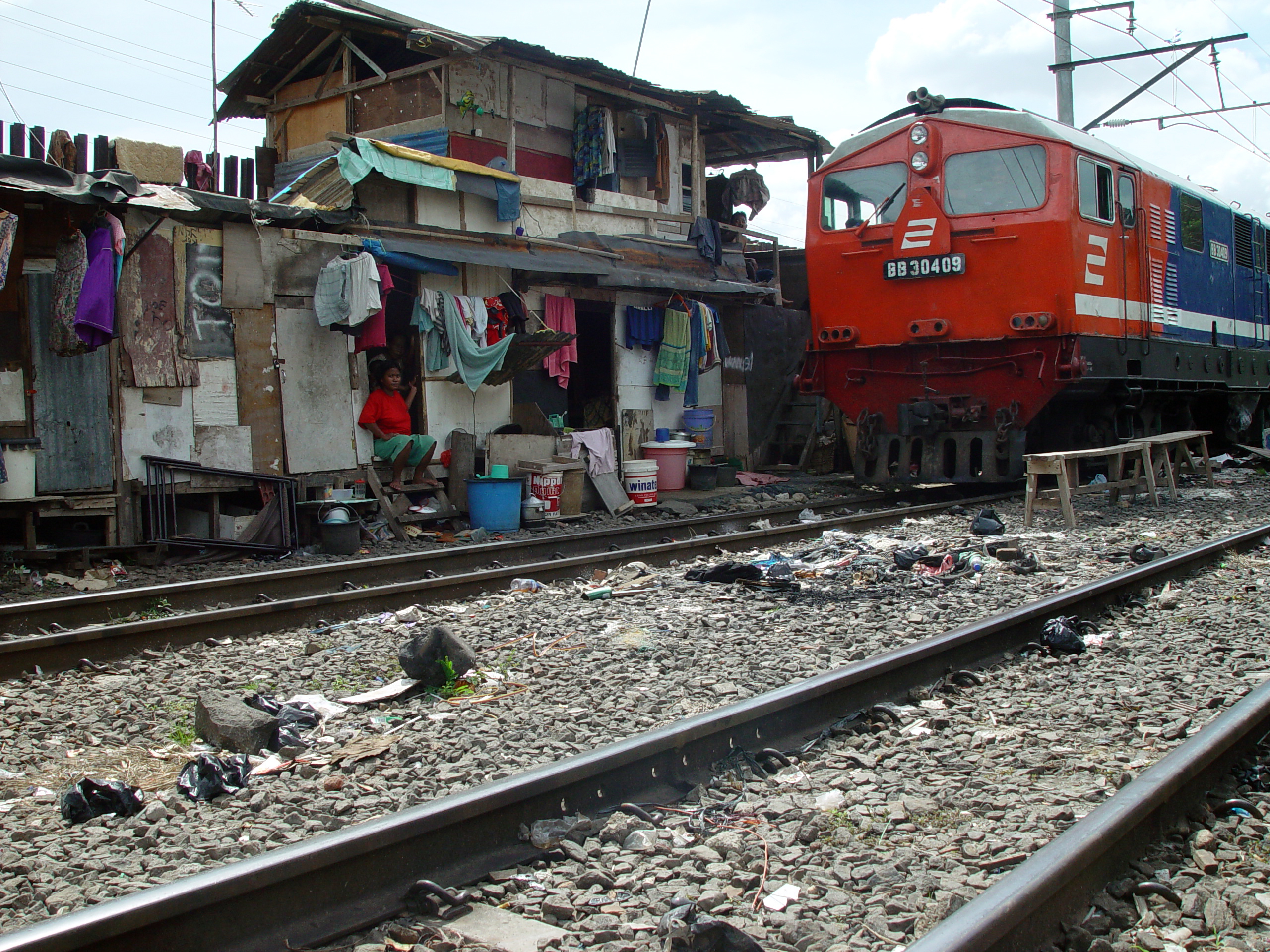
於雅加達鐵道旁边的貧民窟

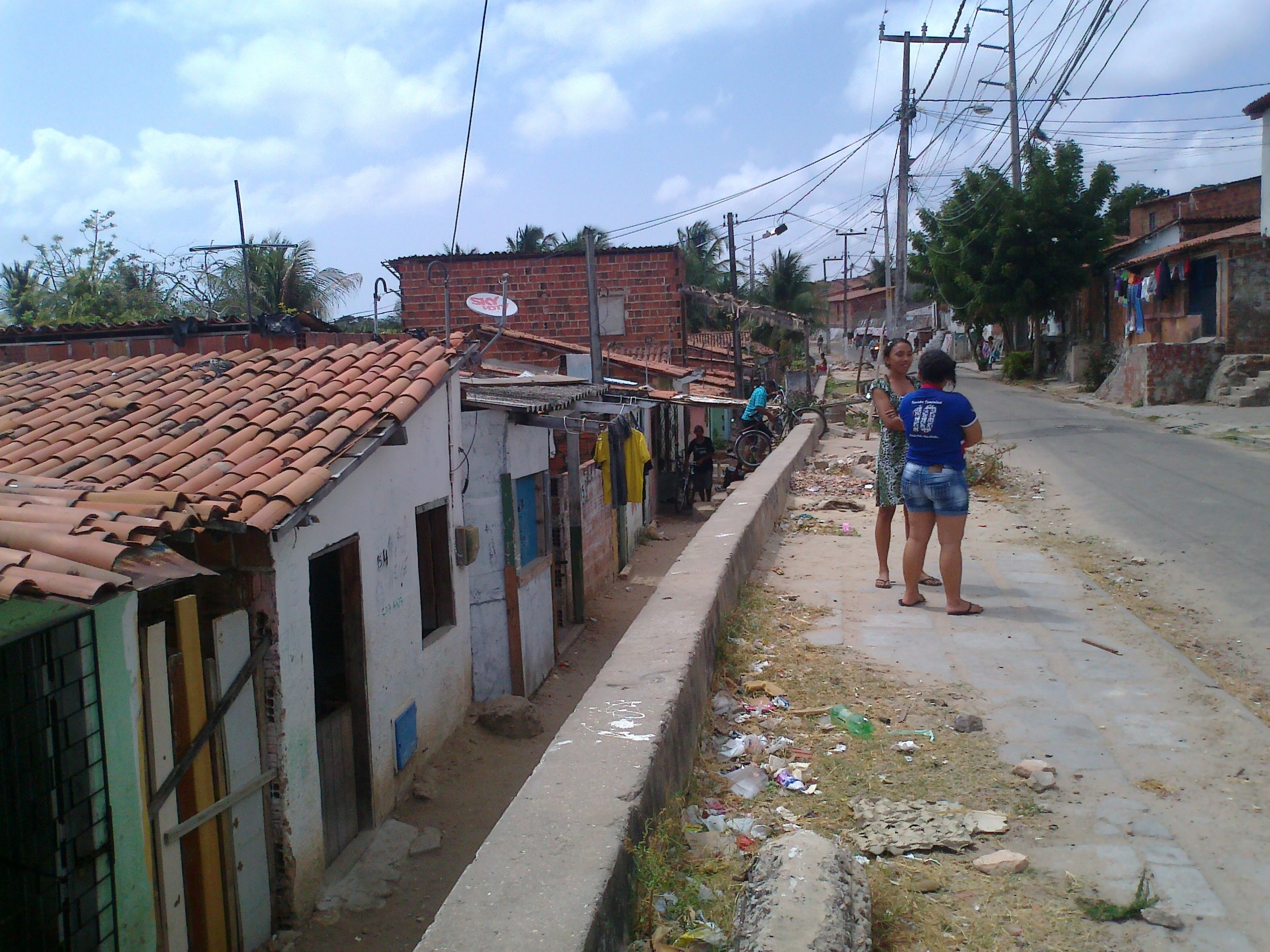
巴西福塔雷萨的貧民窟

貧民窟又稱為貧民區（英語：slum），一般指窮人居住之所，聯合國人居署將其定義為「以低標準和貧窮為基本特徵之高密度人口聚居區」。
這一詞語傳統上指曾一度有名望，但隨著原住民搬遷到城市中更新更好地區而衰落的屋區；現在此詞也包括發展中地區城市中有大量臨時居所的部份。
貧民窟效應為同群效應（peer effect）的一種社會現象表達，也是複雜系統冪次法則（Power Law）的一種，一般發生在老舊或相對鄰近低價社區，由住民因經濟力自然搬遷交互作用的結果，由於經濟力強者持續遷出、經濟弱勢持續遷入，並依各自經濟能力塑造居住品質，導致演替加劇。
貧民窟可以說是都市化中之一現象，無論發達國家或落後國家都面臨這種困擾。貧民窟常有犯罪、毒品、違章建築、垃圾、飲水等問題。
據《BBC》報導，聯合國數據統計全球約有10億人居住在貧民窟，這就佔了全世界人口的八分之一，而全球5大貧民窟包括：巴基斯坦卡拉奇奧蘭吉鎮、墨西哥城內薩瓦爾科約特爾城、印度孟買達拉維、肯尼亞內羅畢基貝拉貧民窟，以及南非開普敦凯厄利彻；預計2030年全球將約有20億人口淪於貧民窟。

## 概要
贫民窟的特点是高失业率和贫困，这往往导致高犯罪率、吸毒率、酗酒率和自杀率。犯罪和邪恶盛行、无法无天的地区通常被称为“暗黑世界”。在许多发展中国家，由于卫生条件恶劣，传染病很常见。“隔都”也用于指贫困少数群体居住的地区。战前德国和其他地区的犹太社区，以及战后洛杉矶的瓦茨区和纽约的哈莱姆区，有时也被称为隔都。
发展中国家的许多贫民窟是由来自农村地区的移民（被称为“非法居住者”）造成的。这些移民涌入首都和其他大城市，导致劳动力供过于求，无处可去，只能在环境恶劣的城镇郊区等欠发达地区定居。许多贫民窟形成于非法占用的土地上，这些土地原本用于修建铁路、河流、公路和垃圾处理厂。由于这些土地被非法占用，公共机构往往不提供任何基础设施。由于房屋建造缺乏规划和秩序，道路狭窄，消防车、救护车等紧急车辆无法进入，建筑物也过于拥挤。这些因素恶化了居住环境，导致火灾蔓延，造成大量人员伤亡，突发疾病或受伤的人也难以抢救。如果由于道路狭窄，垃圾车无法进入道路，而整个区域无法进行垃圾收集工作，则会进一步恶化卫生状况。一些贫民窟建在垃圾处理场附近或内部，靠回收垃圾为生。

### 伦敦和纽约
据说伦敦是“贫民窟”一词的发源地。工业革命后，伦敦市人口过度拥挤，许多低收入人群迁往伦敦东区。查尔斯·布斯的著作《伦敦人的生活和工作》帮助将贫困从个人问题转变为社会问题。20世纪，伦敦为低收入人群提供了公共住房，改善贫民窟状况的努力仍在继续。漢沃思居住着大量牙买加人，有时被称为“贫民窟”。。
在纽约，贫民窟是由于19世纪初大量移民涌入而形成的。著名的例子包括洛杉矶的瓦茨区和纽约的哈莱姆区。曼哈顿的五点区也是一个例子。后来，贫民窟迁移到靠近市中心的区域，即所谓的内城区。

## 措施与评估
长期以来，人们一直试图通过拆除或重建贫民窟来解决这个问题，但并非总是奏效。文化大革命期间，大量中国大陆难民涌入香港，不卫生的贫民窟随处可见，犯罪和骚乱频发。当时的英国政府建造了大量公寓大廈来安置居民，并在郊区兴建新的住宅区并重新安置居民，取得了一些成效。然而，在其他发展中国家，贫民窟存在的根本原因往往得不到解决，例如没有采取措施解决失业问题，导致住宅区本身也变成了贫民窟，就像普鲁特-伊戈公寓那样。此外，也有一些案例表明，采取措施的人本身也存在问题，例如贿赂和贪污。
当把一个地区称为贫民窟时，拥有不同身份的外来人可能会因为文化摩擦或误解，单方面地将一个地区贴上贫民窟的标签，因为该地区不符合他们的文化景观标准，看起来杂乱无章，或者因为使用的建筑材料不够现代，而无视当地人的文化或生活方式。在某些情况下，政府可能会将该地区作为城市重建的目标。。例如在美国，某些族裔，如波多黎各人或俄罗斯移民等聚集居住的地区被定义为贫民窟，因为他们的生活方式和空间利用方式不符合盎格鲁-撒克逊美国人所接受的标准。
。
有些人将贫民窟视为私营部门自由开展社会经济活动的场所，并积极评价贫民窟居民作为草根NGO的形象。贫困人口即使在农村也难以获得足够的收入，于是便迁往城市。但即使迁往城市，他们也找不到像工厂工人或办公室职员那样的正式工作。因此，他们从事一些不需要太多资本的小规模工作，例如摆地摊、擦鞋、收垃圾等。就这样，在发展中国家的大城市中，城市非正规部门正在蓬勃发展，这些部门雇佣了大量贫民窟的非技术工人。这些贫民窟居民从事小规模、自主创业、劳动密集型的工作，尽管生活贫困，却也构成了与失业者和罪犯截然不同的当地社区。

## 棚户区、帐篷城
本文将贫民窟和棚户区作为同义词来描述，但它们在英文中的原意是不同的。。
棚户区指临时住房，例如棚屋、茅屋和营房，它们用任何可用的材料建造，主要是废料，而不是使用实际建筑中使用的建筑材料。
。由此类建筑组成的区域被称为棚户区。虽然“贫民窟”与“棚户区”或“贫民窟”大致相同，但有时也被称为“贫民窟”，因为在发达国家，贫民窟是大城市的老旧区域。这些“贫民窟”是永久性建筑的一部分，与棚户区（即茅屋）不同。。发达国家的贫民窟，供水、排水、电力、燃气等基础设施都已到位，而非法建造或占用的棚户区，很多情况下连最基本的生活基础设施都没有。
帐篷城帐篷城与棚户区类似，都是临时避难所，但它们是由地方政府、军队和国家等公共机构设立的、获得官方认可的住房综合体，用于安置灾民、难民和士兵。帐篷城也包括发达国家无家可归者搭建的帐篷，但这些帐篷通常搭在路边或公园里，没有公共支持。